# Цеховик
Цехови́к — термін радянської фразеології на позначення підпільного підприємця в СРСР в період до кінця 1980-х років. За законами і принципами радянського суспільства це економічна самодіяльність, у тому числі і виробництво на державних та кооперативних підприємствах в промислових умовах товарів народного споживання з метою продажу.

## Історія
Назва утворилася через те, що зазвичай такі виробництва були закамуфльовані під цехи будь-яких державних підприємств і установ, громадських організацій, колгоспів. Назва витікала з поглядів Маркса і Енгельса викладених ними у Маніфесті комуністичної партії:
«Стара феодальна або цехова модель промислового виробництва вже не могла задовольнити потреби, які постійно зростали з відкриттям нових ринків. … Промисловий бізнес середнього класу замість босів гільдій; Поділ праці між різними гільдіями поступився місцем розподілу праці всередині цеху.»
 Стара феодальна або цехова модель промислового бізнесу вже не могла задовольнити потреби, які постійно зростали з відкриттям нових ринків. Дрібніші цеховики частіше виготовляли речі для ринку, іноді на замовлення. «Цеховиків» інколи притягували до кримінальної відповідальності, хоча частіше просто не звертали на них ніякої уваги, — але згодом, до початку вісімдесятих років, коли корупція і хабарництво охопили багато галузей, «цеховики» немов відродилися вдруге.
Цеховики з'явились в 50-60ті роки. Феномен підпільності полягав у тому, що за планової економіки офіційно було неможливо ні організувати підприємство, ні дістати сировину, ні продавати вироблену продукцію. Тому цеховики знайшли вихід — офіційна державна структура виробляла підпільну продукцію, а неофіційна тіньова структура цю продукцію продавала. Або навпаки — продукція, вироблена тіньовою структурою, збувалася через державні торговельні організації. Варіант, при якому все було цілком нелегальним, був менш поширений, бо його було складніше здійснити на практиці й він занадто легко виявлявся органами Відділом по боротьбі з розкраданнями соціалістичної власності (ОБХСС).
Сировину і матеріали для підпільного виробництва придбати легально було неможливо. Тому, зазвичай, ця проблема вирішувалася так: державна власність шляхом необґрунтованого списання матеріальних цінностей у виробництво давала надлишки для виробництва необлікованої продукції. Це робилося через складання підроблених актів про списання та знищення фактично придатних матеріалів і сировини, а також іншими способами. Додаткову продукцію, як правило, виготовляли робочі того ж підприємства. У більшості випадків вони не знали, що їхня праця використовується в корисливих цілях «цеховиками».
Оскільки при плановій економіці купити сировину для підпільного виробництва було неможливо, цеховики (як правило, керівники підприємств) здійснювали операцію під сленговою назвою «фейгелах» (єврейською — «пташка»). Суть «фейгелах» була проста: випускали два види продукції, дорогу та дешеву, але з однієї сировини. Наприклад, звичайний поліетиленовий кульок коштував 10 копійок, але такий же, але подвійний, із вставленою між стінками картинкою відомих співаків коштував вже три рублі і мав надзвичайний попит. А далі в документах писали, що випустили кульочки по 10 копійок, а самі випускали подвійні, з портретами. Різниця йшла у кишеню. І така схема застосовувалась для різних видів продукції. Цеховики завжди стежили за всіма новинками ширвжитку.
Діяльність цеховиків часто перепліталася з таким поняттям, як «штовхач» (так на сленгу радянського часу називали постачальників підприємств, вимушених діяти в умовах планової економіки), оскільки підприємство не завжди могло офіційно закупити необхідну сировину й офіційно продати вироблений продукт.
Успішна діяльність «цеховиків» забезпечувалася щедрими хабарами ревізорам і співробітникам правоохоронних органів, партійному керівництву.
Відома кримінальна справа, яка була результатом операції «Картель», проведеної КДБ, яка розкрила кілька великих нелегальних кушнірських фабрик у Казахській РСР. Це закінчилося судовим переслідуванням близько 500 осіб, а 3 боси отримали смертні вироки.
З початком «перебудови», яка, серед іншого, дозволила приватне підприємництво, багато колишніх цеховиків раптом стали заможними, респектабельними підприємцями, відомими як «нові росіяни».